# Віра Ролстон
Віра Гелена Груба (чеськ. Věra Helena Hrubá), Віра Ролстон (англ. Vera Ralston) 12 липня 1923, Прага — 9 лютого 2003, Санта-Барбара (Каліфорнія), США) — чехословацька фігуристка, що стала американською акторкою. Її внесок в кіноіндустрію США відзначений зіркою на Голлівудській алеї слави.

## Життєпис
Народилася у Празі, в родині заможного ювеліра. Рік її народження достеменно невідомий, тому в різних джерелах фігурують 1919, 1920, 1921 і 1923. 
У 1946 році Ролстон прийняла американське громадянство. 1952 року одружилася з головою студії «Republic Pictures» Гербертом Єйтсом, майже на 40 років старшим за неї. Після смерті чоловіка в 1966 році Ролстон успадкувала весь його статок в 10 млн доларів і великий сімейний маєток. Через 7 років одружилася з Чарльзом де Альва, з яким усамітнилася в Південній Каліфорнії.
Віра Ростон померла взимку 2003 року у 79 років після тривалої боротьби з раком.

## Спортивна кар'єра
В юності захоплювалася фігурним катанням, представляла свою країну на ряді змагань. У 1936 році вона брала участь в Чемпіонаті Європи з фігурного катання, посівши там 15 місце, і в тому ж сезоні брала участь в Зимових Олімпійських іграх, де виявилася на 17 місці. Через рік знову взяла участь в Чемпіонаті Європи з фігурного катання, посівши 7 місце.

## Кінокар'єра
На початку 1940-х Ролстон разом з матір'ю імігрувала в США, де стартувала її кар'єра в кіно. На великому екрані вона з'явилася в 26 картинах, часто граючи ролі іноземок, бо її знання англійської були досить слабкі. Серед її робіт в кіно такі фільми як «Дакота» (1945), «Вайомінг» (1947), «Боєць з Кентуккі» (1949) і «Ризикована подорож» (1953).

## Вибрана фільмографія
- 1944 — Буря над Лісабоном
- 1958 — Сумнозвісний містер Монкс[en]